# طائرة ثابتة الجناحين

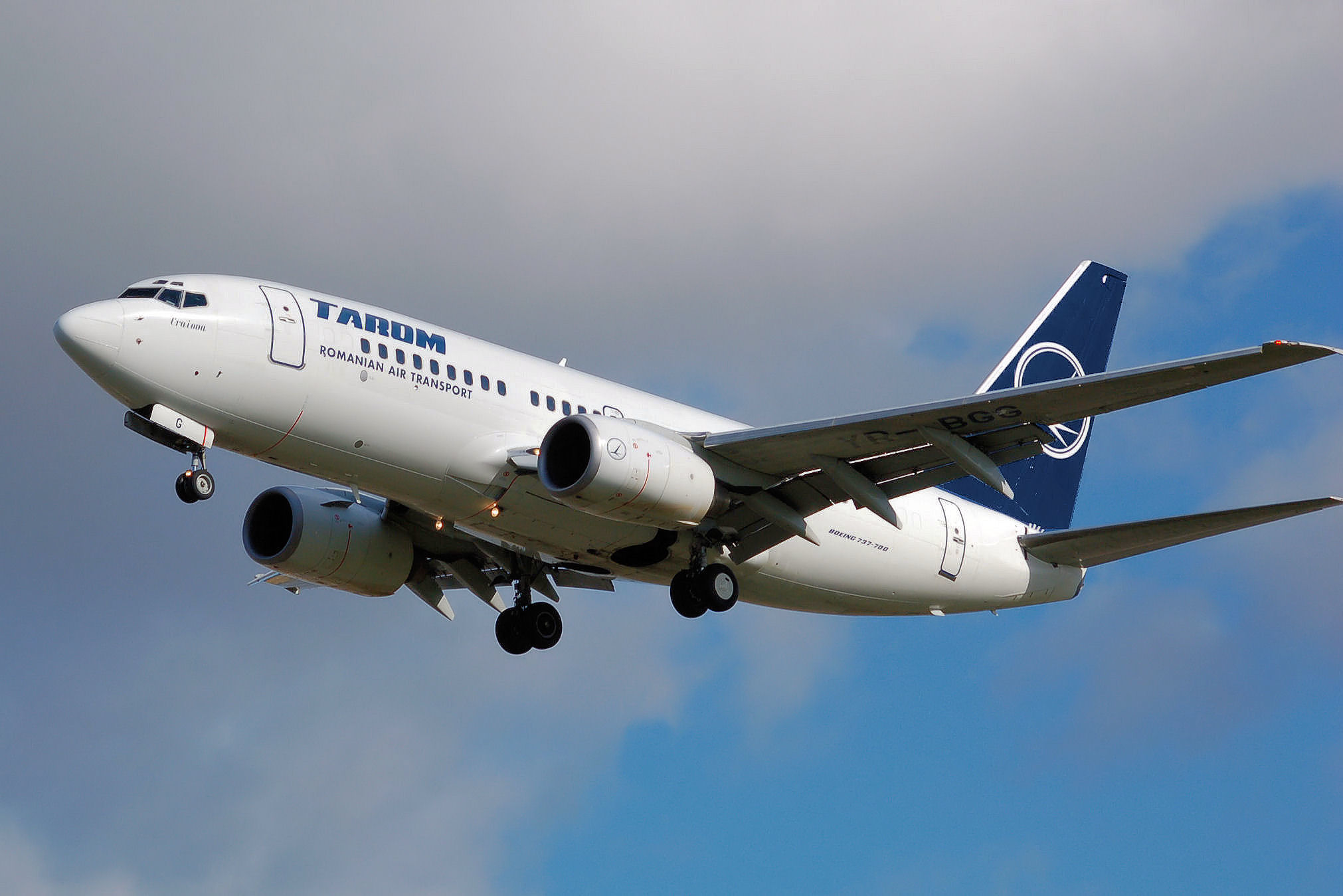
طائرة رحلات بوينغ 737 هي مثال على الطائرات الثابتة الجناحين

طائرة ثابتة الجناحين (بالإنجليزية:  Fixed-wing aircraft)‏ هي مركبة جوية لها القدرة على الطيران بواسطة جناحين ثابتين يولدان قوة رفع الناجمة عن السرعة الجوية إلى الأمام وعلى شكل الأجنحة.